# Râul Pintii, Bistricioara
Râul Pintii este un curs de apă, afluent al râului Bistricioara.

## Hărți
- Harta județului Harghita